# Keith Ollivierre
Keith Ollivierre (13 de abril de 1971) é um ex-futebolista de São Vicente e Granadinas que atuava como defensor. É atualmente o diretor-técnico da seleção nacional.

## Carreira
Ollivierre jogou em apenas um clube na carreira: o Camdonia Chelsea entre 1995 e 1996.

## Seleção São-Vicentina
Pela Seleção de São Vicente, disputou 6 partidas entre 1992 e 2004. Integrou o elenco que disputou a Copa Ouro da CONCACAF de 1996, única participação do país caribenho em uma competição oficial gerenciada pela FIFA.

## Carreira como técnico
Depois de trabalhar como técnico no Camdonia Chelsea, Ollivierre assumiu o cargo de diretor-técnico da Seleção São-Vicentina em 2012, função que exerce até hoje - em 2016, com a saída de Cornelius Huggins (seu ex-companheiro de equipe na Copa Ouro de 1996), foi escolhido como técnico interino dos Vincy Heat. Seu desempenho não foi bom: perdeu as 4 partidas que disputou, com destaque para as goleadas sofridas para Estados Unidos (6 a 0) e Guatemala (9 a 3).